# Coltău
Coltău (węg. Koltó) – wieś w Rumunii, w okręgu Marmarosz, w gminie Coltău. W 2011 roku liczyła 2189 mieszkańców.